# 米哈伊尔·桑古尔斯基
米哈伊尔·弗拉基米罗维奇·桑古尔斯基（俄语：Михаил Владимирович Сангурский，1894年—1938年7月18日）苏联师级指挥官和红军军团司令，生于莫斯科。在第一次世界大战期间为沙俄帝国参战，后来加入了布尔什维克党，在随后的俄罗斯内战中作战，后化名乌斯马诺夫前往中国担任冯玉祥的军事总顾问，出席五原誓师。他曾获得红旗勋章。后担任红旗远东特别集团军参谋长。在大清洗期间被处决。1956年平反。